# パプアハナドリ属
パプアハナドリ属（パプアハナドリぞく、学名 Melanocharis）は、鳥類スズメ目パプアハナドリ科 Melanocharitidae の1属である。

## 系統と分類
Sibley分類では、パプアハナドリ科パプアハナドリ族 Melanocharitini の唯一の属で、残りのパプアハナドリ科と姉妹群だと考えられた。

## 種リスト
5種が属す。Rhamphocharis を含める説もある。
- Melanocharis arfakiana, Obscure Berrypecker, チャイロパプアハナドリ
- Melanocharis nigra, Black Berrypecker, クロパプアハナドリ
- Melanocharis longicauda, Mid-mountain Berrypecker, ヤマパプアハナドリ
- Melanocharis versteri, Fan-tailed Berrypecker, オウギパプアハナドリ
- Melanocharis striativentris, Streaked Berrypecker, ムナフパプアハナドリ
- Rhamphocharis crassirostris, Spotted Berrypecker, メスボシハナドリ （M. crassirostris）